# Пам'ятки історії Костопільського району
У Костопільському районі Рівненської області нараховується 50 пам'яток історії.
| №  | Назва | Адреса                                           |
| -- | --- | ------------------------------------------------ |
| 1  | Братська могила радянських військовополонених                                                                     | с. Базальтове                                    |
| 2  | Пам'ятний знак на місце загибелі Героя Радянського Союзу В. Т. Сидорова                                           | с. Берестовець                                   |
| 3  | Пам'ятник воїнам-односельчанам і жертвам УБН                                                                      | с. Велика Любаша                                 |
| 4  | Пам'ятник воїнам-односельчанам                                                                                    | с. Великий Мидськ                                |
| 5  | Пам'ятник воїнам-односельчанам                                                                                    | с. Великий Стидин                                |
| 6  | Пам'ятник воїнам-односельчанам і жертвам УБН                                                                      | с. Головин                                       |
| 7  | Пам'ятник воїнам-односельчанам                                                                                    | с. Гута                                          |
| 8  | Братська могила воїнів радянської армії                                                                           | с. Деражне                                       |
| 9  | Меморіальна дошка на честь тувинських добровольців                                                                | с. Деражне                                       |
| 10 | Пам'ятник воїнам-односельчанам                                                                                    | с. Дюксин                                        |
| 11 | Братська могила жертв фашизму                                                                                     | с. Жильжа                                        |
| 12 | Пам'ятник воїнам-односельчанам                                                                                    | с. Звіздівка                                     |
| 13 | Пам'ятник воїнам-односельчанам                                                                                    | с. Злазне                                        |
| 14 | Пам'ятник воїнам-односельчанам                                                                                    | с. Золотолин                                     |
| 15 | Пам'ятник воїнам-односельчанам                                                                                    | с. Іваничі                                       |
| 16 | Кладовище воїнів Радянської армії і партизанів                                                                    | м. Костопіль, військове кладовище                |
| 17 | Могила Героя Радянського Союзу В. Т. Сидорова                                                                     | м. Костопіль, військове кладовище                |
| 18 | Пам'ятник воїнам-односельчанам                                                                                    | с. Мала Любаша                                   |
| 19 | Пам'ятник воїнам-односельчанам                                                                                    | с. Малий Мидськ                                  |
| 20 | Пам'ятник воїнам-односельчанам                                                                                    | с. Малий Стидин                                  |
| 21 | Пам'ятник воїнам-односельчанам                                                                                    | с. Маща                                          |
| 22 | Пам'ятник воїнам-односельчанам                                                                                    | с. Мирне                                         |
| 23 | Пам'ятник воїнам-односельчанам                                                                                    | с. Пеньків                                       |
| 24 | Пам'ятник воїнам-односельчанам                                                                                    | с. Пісків                                        |
| 25 | Пам'ятник меліораторам на честь освоєння мільйонного гектара осушених земель на Україні                           | с. Мирне                                         |
| 26 | Пам'ятник воїнам-односельчанам                                                                                    | с. Постійне                                      |
| 27 | Пам'ятник землякам, жертвам українського буржуазного націоналізму                                                 | с. Суськ                                         |
| 28 | Пам'ятник воїнам-односельчанам                                                                                    | с. Яполоть                                       |
| 29 | Пам'ятник жертвам фашизму                                                                                         | м. Костопіль                                     |
| 30 | Пам'ятник жертвам фашизму                                                                                         | с. Корчів'я                                      |
| 31 | Братська могила російських воїнів                                                                                 | с. Бечаль, біля церкви                           |
| 32 | Пам'ятний знак Нілу Хасевичу                                                                                      | с. Дюксин, біля приміщення школи                 |
| 33 | Пам'ятний знак землякам, які загинули у ВВВ                                                                       | с. Деражне                                       |
| 34 | Пам'ятний знак землякам, які загинули у ВВВ                                                                       | с. Злазне, біля приміщення школи                 |
| 35 | Пам'ятник загиблим воїнам УПА                                                                                     | с. Золотолин                                     |
| 36 | Пам'ятник загиблим воїнам УПА                                                                                     | с. Комарівка, на кладовищі                       |
| 37 | Пам'ятник загиблим воїнам УПА                                                                                     | с. Борщівка, в лісі                              |
| 38 | Пам'ятний знак на місці страти місцевих жителів                                                                   | м. Костопіль, біля універмагу                    |
| 39 | Пам'ятник загиблим воїнам УПА                                                                                     | с. Постійне, центр села                          |
| 40 | Пам'ятник загиблим воїнам УПА                                                                                     | с. Ганнівка, кладовище                           |
| 41 | Братська могила жертв УБН                                                                                         | с. Золотолин                                     |
| 42 | Братська могила бійців винищувального загону                                                                      | с. Золотолин                                     |
| 43 | Могила невідомого радянського льотчика                                                                            | м. Костопіль, вул. Олеся,43                      |
| 44 | Братська могила воїнів армії УНР                                                                                  | м. Костопіль, вул. Грушевського, біля церкви     |
| 45 | Пам'ятний знак на честь воїнів УПА                                                                                | с. Ставок                                        |
| 46 | Братська могила жертв НКВД                                                                                        | с. Яполоть                                       |
| 47 | Місце загибелі організатора ОУН-УПА, начальника штабу військової округи УПА «Південь», «Черника» — Дмитра Козвана | с. Глибока Долина                                |
| 48 | Могила сотника УПА Л. Юрченка                                                                                     | с. Трубиці                                       |
| 49 | Братська могила воїнів УПА                                                                                        | с. Кошарівка                                     |
| 50 | Могила січових стрільців                                                                                          | м. Костопіль, біля Свято-Олександровської церкви |
|    | |                                                  |